# Edina (Minnesota)
Edina ist eine Stadt im Hennepin County im US-Bundesstaat Minnesota. Sie liegt unmittelbar südwestlich von Minneapolis in der Metropolregion der Twin Cities und hatte bei der Volkszählung 2020 des US Census Bureau 53.494 Einwohner.

## Geografie
Edina ist im US-Bundesstaat Minnesota im Mittleren Westen der Vereinigten Staaten gelegen. Nach Angaben des United States Census Bureau beträgt die Fläche der Stadt 40,8 Quadratkilometer, davon sind 0,7 Quadratkilometer Wasserflächen.

## Geschichte
Ursprünglich war Edina ein Teil der heutigen Stadt Richfield. Europäischstämmige Siedler hatten sich in den 1850er und 1860er Jahren in der Gegend um den Minnehaha Creek niedergelassen. 1888 wurde eine Versammlung abgehalten, bei der entschieden wurde, den südwestlichen Teil von Richfield abzuspalten und einen eigenen Ort zu gründen. Verschiedene Namen wie Hennepin Park, Westfield und Edina standen zur Auswahl. Mit 49 zu 42 Stimmen konnte sich Edina durchsetzen.

### Bevölkerungsentwicklung
| 1970   | 1980   | 1990   | 2000   | 2010   | 2020   |
| ------ | ------ | ------ | ------ | ------ | ------ |
| 44.046 | 46.073 | 46.070 | 47.425 | 47.941 | 53.494 |

## Demografische Daten
Nach den Angaben der Volkszählung 2000 leben in Edina 47.425 Menschen in 20.996 Haushalten und 12.870 Familien. Ethnisch betrachtet setzt sich die Bevölkerung aus 94,3 Prozent weißer Bevölkerung, 3,0 Prozent asiatischen Amerikanern, 1,2 Prozent Afroamerikanern sowie kleineren Minderheiten zusammen.
In 26,5 % der 20.996 Haushalte leben Kinder unter 18 Jahren, in 53,8 % leben verheiratete Ehepaare, in 5,8 % leben weibliche Singles und 38,7 % sind keine familiären Haushalte. 34,0 % aller Haushalte bestehen ausschließlich aus einer einzelnen Person und in 18,5 % leben Alleinstehende über 65 Jahre. Die durchschnittliche Haushaltsgröße liegt bei 2,24 Personen, die von Familien bei 2,91.
Auf die gesamte Stadt bezogen setzt sich die Bevölkerung zusammen aus 22,9 % Einwohnern unter 18 Jahren, 4,4 % zwischen 18 und 24 Jahren, 23,6 % zwischen 25 und 44 Jahren, 26,5 % zwischen 45 und 64 Jahren und 22,7 % über 65 Jahren. Der Median beträgt 44 Jahre. Etwa 54,2 % der Bevölkerung ist weiblich.
Der Median des Einkommens eines Haushaltes beträgt 66.019 USD, der einer Familie 93.496 USD. Das Pro-Kopf-Einkommen liegt bei 44.195 USD. Etwa 3,3 % der Bevölkerung und 2,0 % der Familien leben unterhalb der Armutsgrenze.

## Wirtschaft
Edina ist Unternehmenssitz verschiedener national und international tätiger Unternehmen wie beispielsweise der Fast-Food-Kette Dairy Queen oder dem Alliant-Techsystems-Konzern. Zu den größten Arbeitgebern gehören weiterhin Jerry’s Enterprises, das Fairview Southdale Hospital, Macy’s, die Edina Public Schools und Nash Finch.

## Söhne und Töchter der Stadt
- Terri Bonoff (* 1957), Politikerin
- Peter Hankinson (* 1967), Eishockeyspieler
- Trevor Kronemann (* 1968), Tennisspieler
- Ben Hankinson (* 1969), Eishockeyspieler
- Mike Muller (* 1971), Eishockeyspieler
- Chad Ferrin (* 1973), Drehbuchautor, Regisseur und Filmproduzent
- Casey Hankinson (* 1976), Eishockeyspieler
- Holly Manthei (* 1976), Fußballspielerin
- Mike Farrell (* 1978), Eishockeyspieler
- Dan Carlson (* 1979), Eishockeyspieler
- Jenny Schmidgall-Potter (* 1979), Eishockeyspielerin
- Mardy Fish (* 1981), Tennisspieler
- Lynsey Bartilson (* 1983), Schauspielerin
- Lyle Sendlein (* 1984), Footballspieler
- J. T. Wyman (* 1986), Eishockeyspieler
- Will Acton (* 1987), Eishockeyspieler
- Ryan Thang (* 1987), Eishockeyspieler
- Jamie McBain (* 1988), Eishockeyspieler
- Riddick Moss (* 1989), Wrestler
- Jake Brown (* 1992), Biathlet
- Sidney Morin (* 1995), Eishockeyspielerin
- Casey Mittelstadt (* 1998), Eishockeyspieler
- Paige Bueckers (* 2001), Basketballspielerin